# Armel (prénom)
Pour les articles homonymes, voir Armel, Saint Armel et Saint-Armel.
Armel est un prénom breton, adapté en latin en Armagilus, écrit aussi Armaël, Ermel ou Arzel pour les formes masculines ; Armelle, Armela (plus rarement Armaela), ou Arzela (plus rarement Arzaela) pour les formes féminines.
Selon le linguiste Yann Le Drezen, deux origines peuvent être soulignées pour expliquer la signification du prénom Armel :
- la première est l'hypothèse d'une référente à la faune. Du vieux breton Arthmael, de ard / arth, ours (breton mod. arzh) et mael, du proto-celtique *magyos[1] (cognat du latin magnus, du grec ancien μέγᾰς mégas et du proto-germanique *mikilaz[2]), qui signifie grand, fort ou prince. Le sens « ours-fort » ou « Prince des ours » pourrait-être proche de l'interprétation d'Arthur (bien que sa décomposition en deux étymons « Art-hur » soit controversée et d'interprétations variables) ;
- la seconde est la référence à une activité, un métier au sens moderne du terme, celui de coutelier. La terminologie « Mel » fait référence à la lame, l'affûtage ou même la forge d'outils incisifs (Garmel signifie « le poignard », Urmel « la garde »). Dans cette seconde hypothèse il faut retenir qu'auparavant le nom d'un objet désigné également l'activité de son créateur, c'est ainsi qu'un couteau (Ar-Mel) désignait aussi le coutelier.

Sa fête chrétienne est le 16 août.

## Variantes
- Armelin, Armeline, Armele, Armelle , Armela, Armilla, Arzel , Arzhel, Arzhela, Ermel, Hermel , Hermelin  et Hermeline
- Armau et Armale en poitevin

## Saint chrétien
- Saint Armel des Boschaux (482-452), un saint breton

## Personnalités portant ce prénom
- Pour l'ensemble des articles sur les personnes portant ce prénom, consulter :
  - la liste des articles dont le titre commence par ce prénom
  - les listes produites par Wikidata : Liste des personnes de prénom « Armel » — même liste en incluant les éventuels prénoms composés qui contiennent « Armel ».

## Toponymes
- Armel  ou Ermel, se retrouve dans Ploërmel, Saint-Armel , Ergué-Armel.
- Arzel forme une partie du mot Plouarzel.